# Richard W. Leche
Richard Webster Leche, född 17 maj 1898 i New Orleans, Louisiana, död där 22 februari 1965, var en amerikansk politiker (demokrat). Han var Louisianas guvernör 1936–1939.
Leche inledde sina universitetsstudier vid Tulane University och anmälde sig sedan som frivillig för att delta i första världskriget. Han insjuknade i influensa och tjänstgjorde aldrig vid fronten. Han studerade vidare vid Yale University och avlade juristexamen vid Loyola University. År 1927 gifte han sig med Elton Reynolds och paret fick två barn. Leche var Huey Longs kampanjchef i valet till USA:s senat och mellan 1933 och 1934 medarbetare åt guvernör Oscar K. Allen.
Leche efterträdde 1936 James A. Noe som guvernör och efterträddes 1939 av Earl Long. Officiellt avgick Leche av hälsoskäl. År 1940 dömdes han för postbedrägeri till 10 års fängelse och blev villkorligt frigiven år 1945. Anglikanen Leche avled 1965 och gravsattes på Metairie Cemetery i New Orleans.